# Luigi Guanella

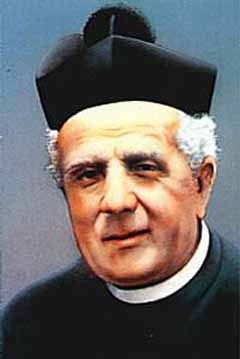
Heiliger P. Luigi Guanella

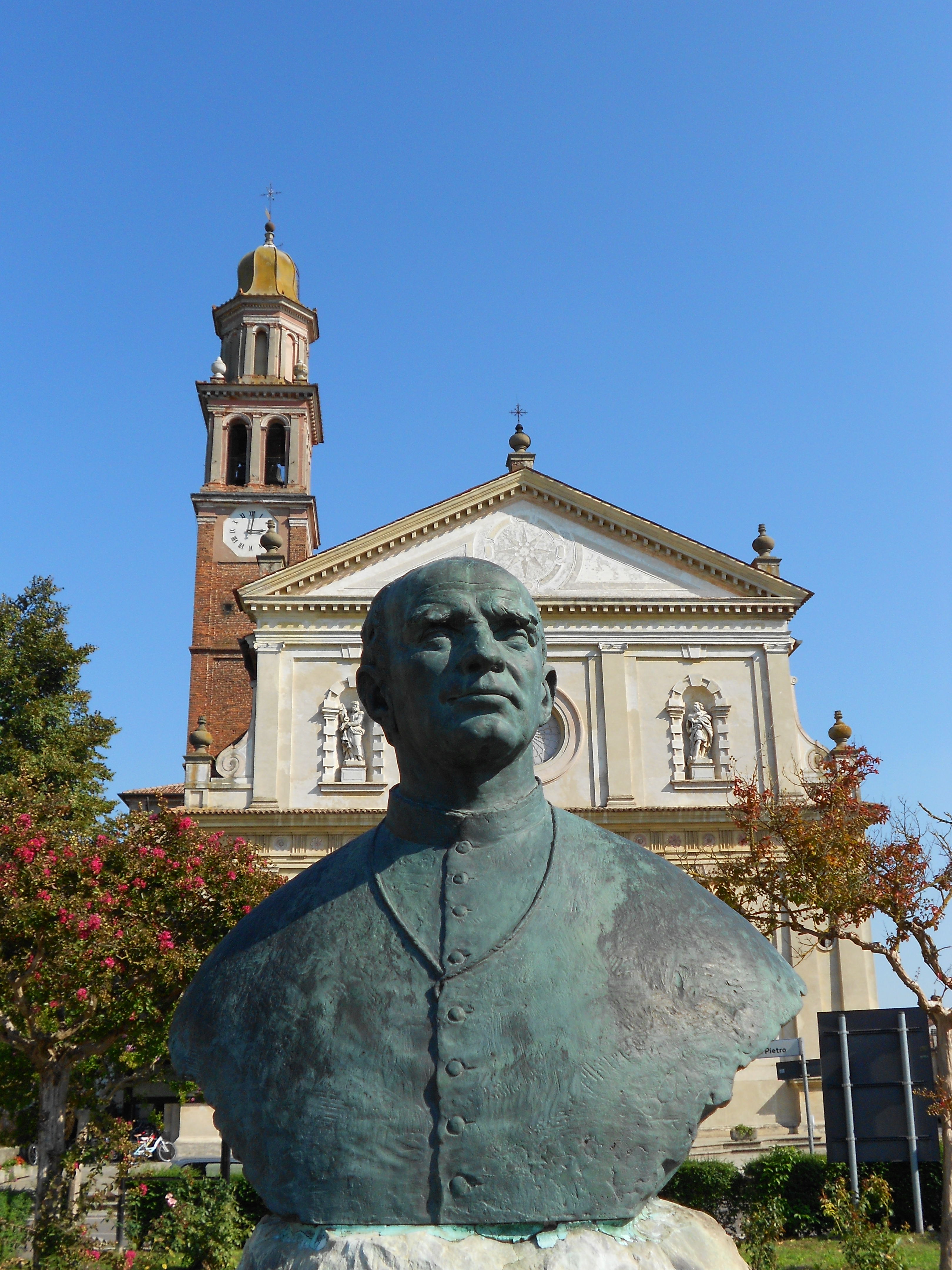
Büste in Fratta Polesine, Rovigo

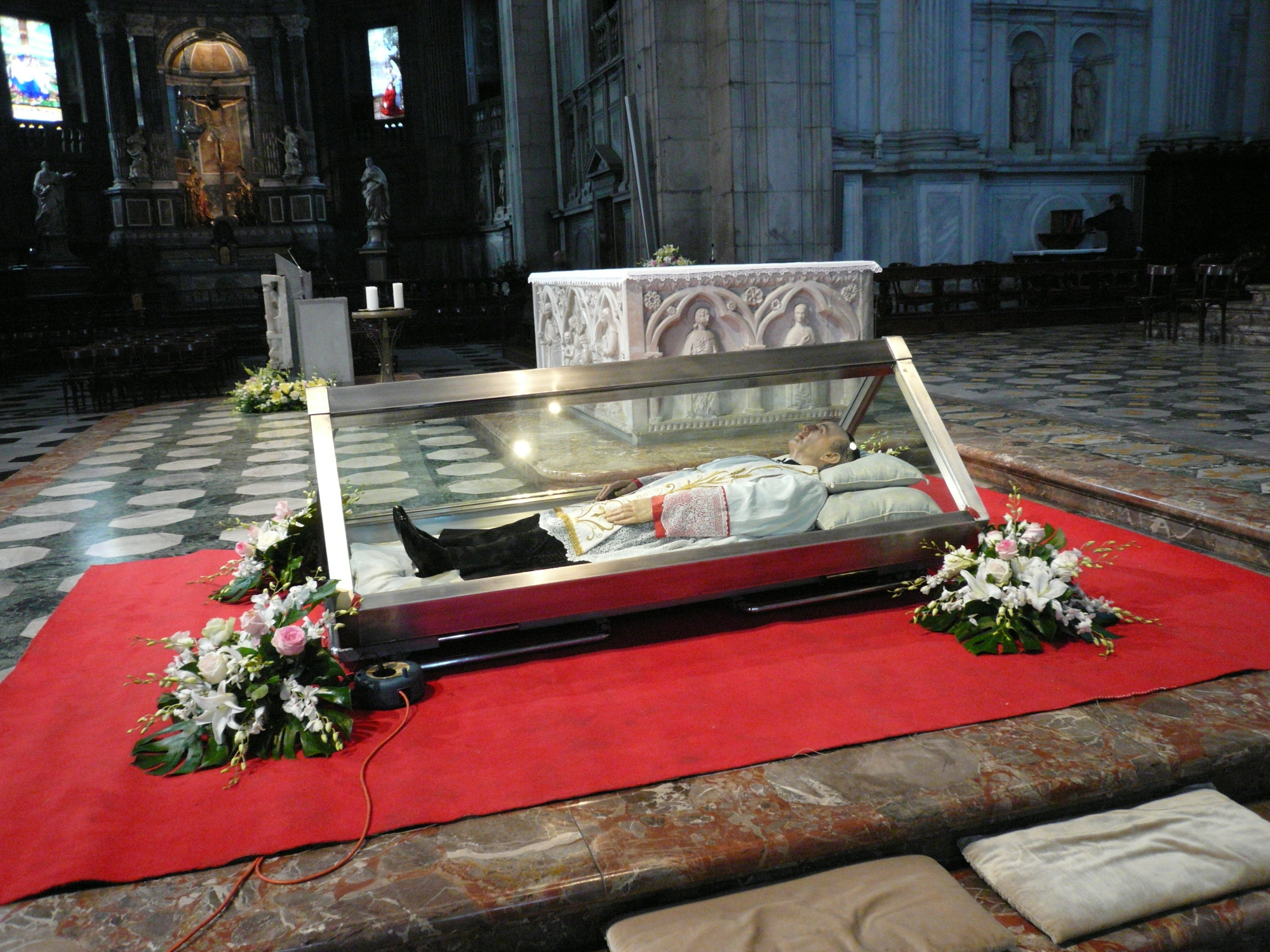
Die Ganzkörperreliquie des hl. Luigi Guanella im Dom von Como im Oktober 2012, dem einjährigen Jubiläum seiner Heiligsprechung

Luigi Guanella, auch Aloisius Guanella, (* 9. Oktober 1842 in Campodolcino; † 24. Oktober 1915 in Como) war ein italienischer Priester und Ordensgründer. Er wird in der katholischen Kirche als Heiliger verehrt.

## Leben
Guanella trat mit zwölf Jahren in ein Knabenseminar für angehende Priester ein und empfing 1866 die Priesterweihe. Mit Johannes Don Bosco, mit dem er befreundet war, errichtete er 1866 in Como und an weiteren Orten sogenannte „Häuser der göttlichen Vorsehung“, in denen körperlich und geistig behinderte Menschen betreut wurden.

## Gründungen
Don Guanella ist der Gründer der Kongregationen der „Töchter Mariens von der Vorsehung“ (Figlie di Santa Maria della Divina Provvidenza, FSMP) und der männlichen „Diener der Nächstenliebe“ (Servi della Carità, Ordenskürzel SdC; lateinisch Congregatio Servorum a Charitate), die nach ihrem Gründer üblicherweise Guanellianer (oder auch „Werk Don Guanella“) genannt werden, einer Priesterkongregation. Beide Ordensgemeinschaften sind karitativ tätig. Keine der Gemeinschaften hat Niederlassungen im deutschen Sprachraum.
Guanella gründete außerdem die Bruderschaft vom Tod des heiligen Josef, bei der sich Papst Pius X. als erstes Mitglied eintragen ließ. Die Bruderschaft wurde am 17. Februar 1913 kirchlich anerkannt und zur Erzbruderschaft erhoben, das heißt, sie durfte auch Tochterbruderschaften errichten. Diese weltweite Gebetsgemeinschaft für die Sterbenden wird in Deutschland von der Kongregation der Schwestern vom heiligen Josef zu Saint Marc betreut, die ihren Sitz im Kloster St. Trudpert hat.

## Verehrung
Papst Paul VI. sprach Luigi Guanella 1964 selig. In dem Konsistorium am 21. Februar 2011 bestätigte das Kardinalskollegium den Abschluss des Heiligsprechungsverfahren für Luigi Guanella. Am 23. Oktober 2011 wurde Guanella durch Papst Benedikt XVI. heiliggesprochen.